# Sphodroscarta gigas
Sphodroscarta gigas är en insektsart som först beskrevs av Fabricius 1798.  Sphodroscarta gigas ingår i släktet Sphodroscarta och familjen spottstritar. Inga underarter finns listade i Catalogue of Life.